# Mircea Alexandru Pop
Mircea Alexandru Pop (cunoscut sub pseudonimele Alexandru Miran sau Alexandru Pop; n. 1 octombrie 1926 – d. 2019) a fost un medic pediatru și scriitor român.

## Familia
A fost fiul medicului Traian Pop și al Hortenziei Suciu. A fost căsătorit cu scriitoarea Marta Cozmin. A fost cumnatul compozitorului Pascal Bentoiu și al scriitoarei Annie Bentoiu.

## Studii
A absolvit Liceul „Al. Papiu-Ilarian” din Tg. Mureș, Liceul „Sf. Sava” din București, Facultatea de Medicină București.

## Activitate
A fost medic pediatru la spitalul pentru copii din Tecuci, apoi asistent și șef de lucrări la Institutul de Medicină și Farmacie din București. A publicat lucrări științifice pe teme medicale și a participat la redactarea unor manuale de pediatrie. A fost doctor în științe medicale.
Ca scriitor activitatea sa datează din 1958, când a colaborat în calitate de traducător la antologia „Tragicii greci” (ESPLA).
A publicat articole în presa literară („Ramuri”, „Luceafărul”, „România literară”), a scris catrene, poezii, a tradus tragedii antice grecești. Este autorul primei versiuni integrale în limba română a celor 7 tragedii de Eschil păstrate și ale celor 19 piese rămase de la Euripide.
Compozitorul Pascal Bentoiu a compus două cicluri de lieduri pe versurile sale: „Flăcări negre” și „Incandescențe”.

## Versuri
- „Adevărata întoarcere”, 1969, Ed. pt. literatură: București
- „Locul soarelui”, 1970, Ed. Cartea românească: București
- „Moartea Penelopei”, 1971, Ed. Cartea românească: București
- „Cronică”, 1977, Ed. Cartea românească: București
- „Cronică II”, 1979, Ed. Cartea românească: București
- „Casa de lemn”, 1983, Ed. Cartea românească: București
- „Sub semnul capricornului”, fabule, Ed. Eminescu: București
- „Năvodul”, Glose la Orestia, 1986, Ed. Cartea românească: București
- „Poezii”, antologie, 1998, Ed. Vitruviu: București
- „Focul și apa”, 2000, Ed. Vitruviu: București
- „Versuri”, 2 vol., 2008, Ed. Vitruviu: București

## Traduceri
- „Medeea” și „Ciclopul” de Euripide (în cadrul antologiei Tragicii greci. 1958. ESPLA: București), semnate cu pseudonimul Alexandru Pop
- „Alcesta”, „Medeea”, „Bachantele”, „Ciclopul” de Euripide. 1965, BPT: București
- „Adunarea femeilor” de Aristofan. 1974. Editura Univers: București
- „Ifigenia la Aulis” de Euripide. 1975. Editura Univers: București
- „Hecuba”, „Electra”, „Ifigenia în Taurida”, „Hipolit” de Euripide. 1976. Editura Minerva, Biblioteca pentru toți, nr. 898 București
- „Orestia” de Eschil. 1979. Editura Univers: București
- „Rugătoarele”, „Perșii”, „Șapte contra Thebei”, „Prometeu înlănțuit” de Eschil. 1982. Editura Univers: București
- „Perșii” de Eschil. 1987. Editura Albatros: București
- „Herakles”, „Fenicienele”, „Rugătoarele”, „Ion” de Euripide. 1992. Editura Univers: București
- „Rhesos”, „Troienele”, „Andromache”, „Helena”, „Orestes”, „Heraklizii” de Euripide. 1996. Editura Univers: București
- „Eschil - Tragedii”. 2000. Editura Univers: București
- „Euripide - Teatru complet”. 2005. Editura Gunivas: Chișinău
- Epictetos - Manualul. 1969. Revista Ramuri nr. 4 și 5
- Colaborare la volumul Filosofia greacă până la Platon, vol. II. 1984. Ed. științifică și enciclopedică: București.
- W. Shakespeare - Un vis din noaptea miezului de vară, 1970. Versiune pusă în scenă de regizorul Vlad Mugur la Teatrul Național din Cluj.